# 业余无线电

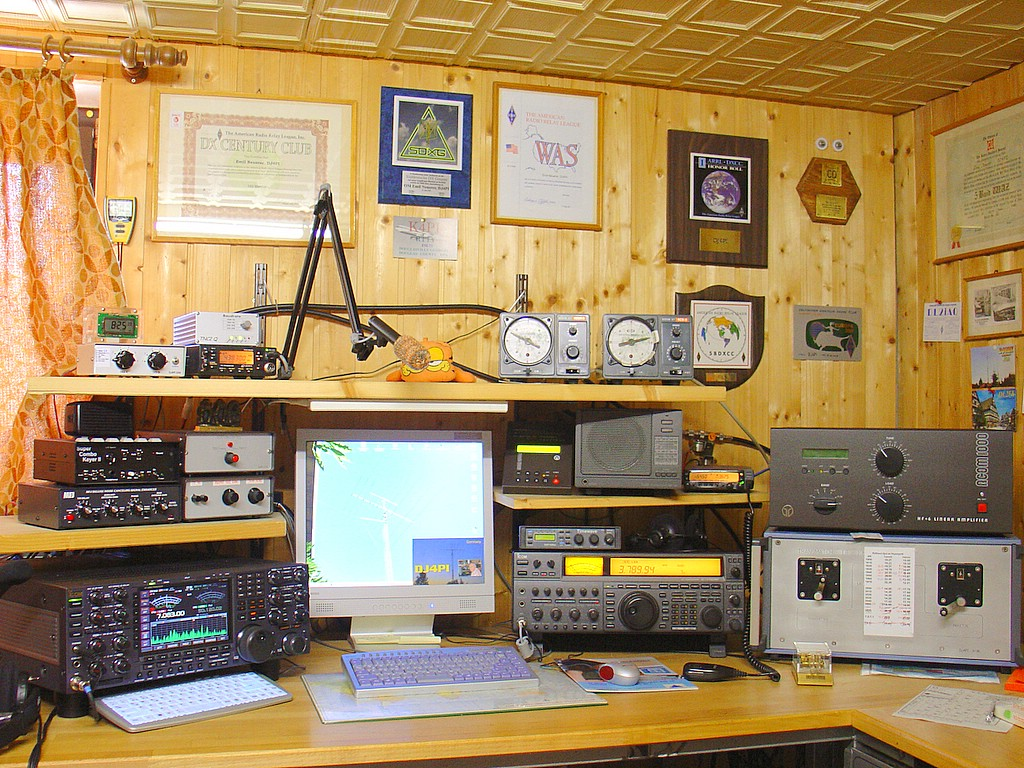
具有四台收发信机、功放以及一台作日志和数字模式使用的计算机的业余无线电台的实例。房间墙壁上挂有业余无线电的奖状、证书以及外国电台寄来的QSL卡片。

业余无线电（英語：Amateur Radio），也被称作火腿电台（英語：ham radio）是一种供业余无线电爱好者进行相互通信、无线通讯技术实验、自我训练、个人娱乐、无线电运动、竞赛以及应急通信的一项使用无线电频率频谱的无线电业务。其中“业余无线电爱好者”指“经正式批准的、对无线电技术有兴趣的人，其兴趣纯系个人爱好而不涉及谋取利润”。业余无线电与商业广播、安全业务无线电或者其他专业双向无线电业务存在区别，业余无线电并非这些专业无线电业务的业余形式，也不是有关这些业务的业余爱好，而是一项独立的无线电业务。
业余无线电业务（包括业余业务和卫星业余业务）由国际电信联盟（ITU）通过《无线电规则》设立（1.56）。在国家层面上，政府对业余无线电业务进行管理，并为每一个独立的业余电台指配呼号 。“准”业余无线电爱好者需要接受考试，以检测其对无线电技术和所在国无线电法规的掌握。
业余无线电爱好者使用语音、文字、图像和数据等形式，借助无线电波，跨越城市、国家和大洲的距离相互通信，甚至与空间站和卫星建立通信链路。
在国际上，业余无线电业务由国际业余无线电联盟（IARU）代表和协调，国际业余无线电联盟由全国性业余无线电协会组成。
根据2011年美国无线电中继联盟（ARRL）的统计，全球共有约200万人参与业余无线电活动。其中约有83万业余业务电台位于IARU二区（美洲），约75万位于IARU三区（亚太地区），约40万位于IARU一区（欧洲、中东、独联体国家和非洲）。

## 历史

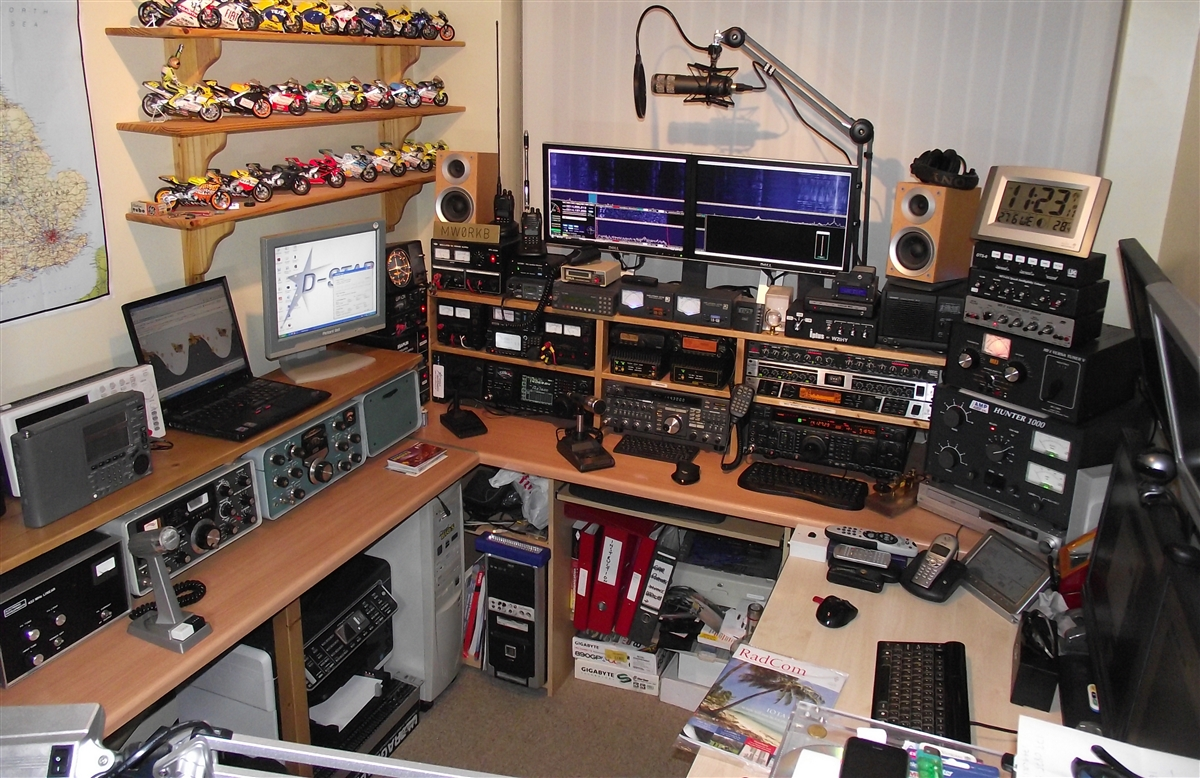
位于英国的一个业余无线电台。配备有数台供不同波段和模式使用的收发信机，以及一台用于电台控制、数据模式、软件定义无线电和日志记录的计算机。

业余无线电的诞生可以追溯到19世纪末，但现代意义上的业余无线电活动起始于20世纪初。出版于1909年的《美国无线协会第一版年度官方无线蓝皮书》（英語：First Annual Official Wireless Blue Book of the Wireless Association of America）包含了一份业余无线电台的列表。这份呼号手册列举了加拿大和美国的无线电报电台，包括89个业余电台。与其他无线电业务一样，业余无线电也与各种业余实验和爱好相关。业余无线电爱好者在科学、工程、工业和社会服务领域做出了巨大贡献。由业余无线电操作员进行的研究建立了新的产业，促进了经济发展，提升了国家实力，并且多次在紧急情况下拯救了生命。业余无线电也在课堂中被用于教授英语、地图阅读技巧、地理知识、数学、科学和计算机技术。

### 火腿电台
“火腿”一词最早是作为19世纪专业有线电报操作员嘲笑“报务技术较差的操作员”（英語：ham-fisted）的贬义词。无线电技术发明后，有关无线电报的业余无线电实验激增，这一情况使专业无线电操作员对“火腿”电台操作员十分讨厌，因而对他们也使用了“火腿”一词。业余无线电社群随后开始将“火腿”一词视作荣耀的象征，随后在20世纪中叶，“火腿”一词已经没有了原来的贬义。“火腿”一词的“业余或水平低下”的词义（英語："ham actor"）在其他学科仍沿用至今。虽然“火腿”（英語：ham）并非一个缩合词，有时其也被误拼写为全大写的“HAM”。
在中文环境中，火腿族为通过业余无线电考试的爱好者，至於香肠族则为中文地区创出的名词，指的是尚未通过业余无线电考试、正在学习的无线电玩家。

## 活动
业余无线电丰富的活动吸引了大量的爱好者。许多爱好者从无线电通联开始了这项爱好，并将这项爱好与其他个人兴趣结合起来，追求个人的快乐。业余无线电爱好者热衷的重点领域包括无线电竞赛、无线电传播研究、技术试验以及应急通信。

### 通联
业余无线电操作员使用他们的业余电台，利用空中的电波与其他爱好者通联。通联的内容多种多样，爱好者们可以只交换必要的信息，也可以讨论技术，通联甚至可以仅仅是一场“火腿神聊”。但是，业余电台禁止从事商业或其他与盈利有关的活动，业余无线电爱好者也应当避免在通联中谈论政治和宗教等容易引发争论的话题。
一些爱好者也参加定期举行的、被称为“台网”的“空中”聚会，台网由其中以为被称作“台网主控”的电台主持。台网为爱好者们提供了学习应急通信程序、组成讨论小组、交流爱好的机会。

#### 通联程序
| 语音模式（汉语） | 语音模式（英语） | 电报或数字模式 |
| --- | --- | --- |
| CQ CQ CQ， 这里是BI8CKU，Bravo India Eight Charlie Kilo Uniform，BI8CKU呼叫CQ，等待应答。 BI8CKU，这里是BI8DJW，Bravo India Eight Delta Juliet Whiskey，BI8DJW呼叫。 BI8DJW，这里是BI8CKU，您的信号是59，我的信号怎么样？完毕。 BI8CKU，这里是BI8DJW，您的信号也是59。完毕。 BI8DJW，很高兴与您通联。73，再见。这里是BI8CKU，结束通联。 BI8CKU，这里是BI8DJW，73，再见。 | CQ CQ CQ, this is BI8CKU, Bravo India Eight Charlie Kilo Uniform, BI8CKU calling CQ and standing by. BI8CKU, this is BI8DJW, Bravo India Eight Delta Juliet Whiskey, BI8DJW calling. BI8DJW, this is BI8CKU, your signal is 59. How is my signal? Over. BI8CKU, this is BI8DJW, your signal is 59, too. Over. BI8DJW, thank you for the contact, 73 and bye-bye. This is BI8CKU, signing off. BI8CKU, this is BI8DJW, 73 and bye-bye. | CQ CQ CQ DE BI8CKU BI8CKU BI8CKU K BI8CKU DE BI8DJW BI8DJW BI8DJW K BI8DJW UR RST 599 K BI8CKU UR RST 599 K BI8DJW TNX FER QSO 73 ES GB DE BI8CKU SK BI8CKU DE BI8DJW 73 ES GB SK |

业余无线电通联遵循一定的格式和习惯。一次通联通常以一个电台在频率上呼叫CQ开始，CQ代表广泛呼叫，即呼叫此刻频率上的任何电台；紧接着，有兴趣通联的另一个电台回复并报出自己的呼号，在双方都抄收对方呼号后，双方需要交换信号报告，交换完毕后，一次通联即告成功，此时双方可以继续就感兴趣的话题深入交流，或直接互相告别结束通联；在通联结束后，双方必须将此次通联的关键信息记入电台日志，许多爱好者也会互相交换QSL卡片。

### 中继台
为了提升通信范围，业余无线电爱好者也架设中继台。这些中继台通常位于地势较高处，能够转发和放大手持机和移动收发信机的信号，从而能使得VHF以及更高频率的信号覆盖更广的范围。中继台也能通过其他频点、有线链路或互联网组成网络，从而提供更广的通信范围。

### 空间通信

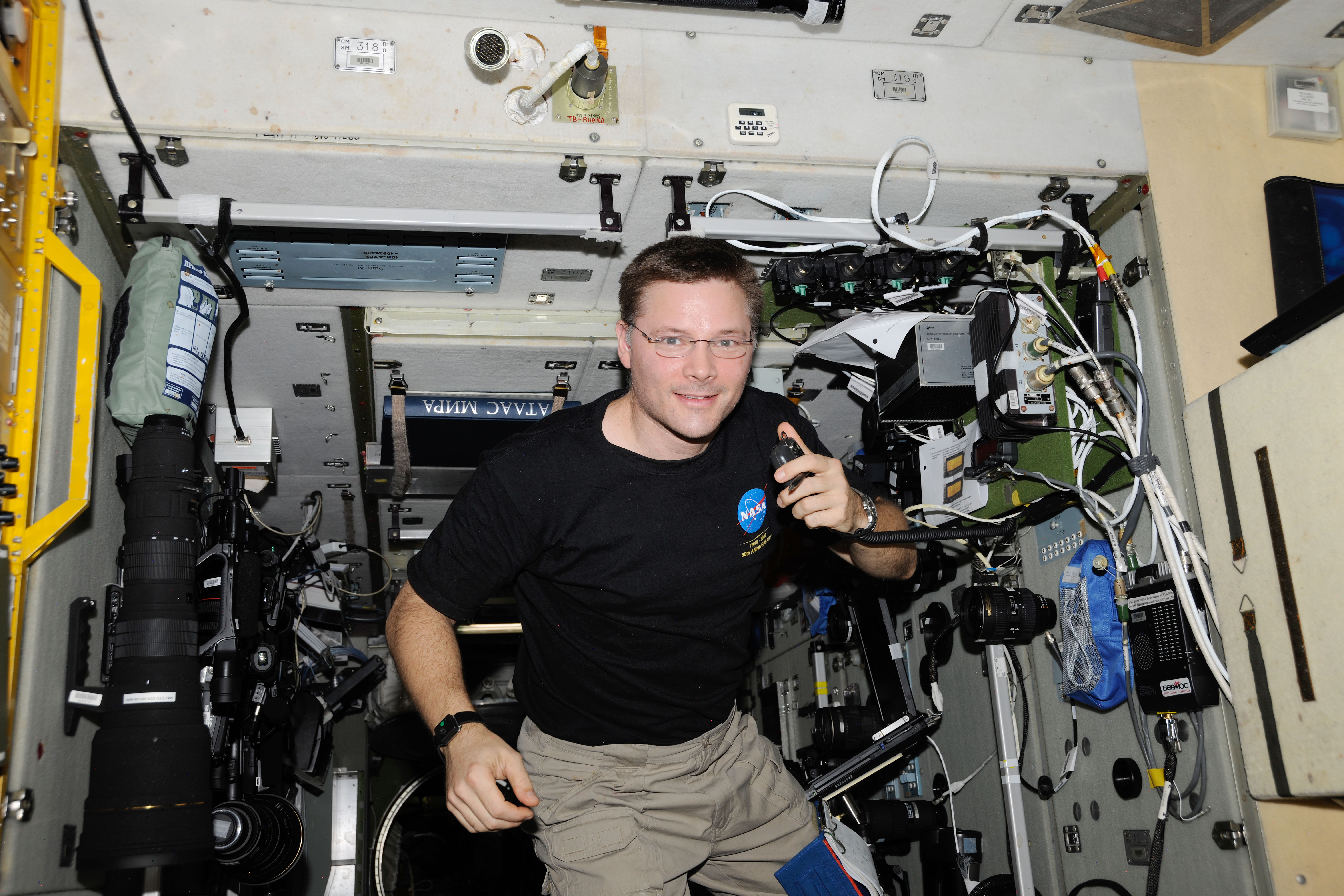
NASA宇航员道格·惠洛克上校，呼号KF5BOC，远征24号任务飞行机师，正在操作业余无线电台NA1SS，电台位于国际空间站的星辰号服务舱，设备为建伍TM-D700E收发信机。

1961年12月12日，业余无线电爱好者将第一颗业余无线电卫星“奥斯卡1号”（英語：OSCAR-1, Orbiting Satellite Carrying Amateur Radio）送上了太空，这标志了业余无线电进入了空间时代。爱好者可以使用超短波收发信机和高增益定向天线与业余无线电卫星连线，通过卫星对信号的转发实现远距离通信。
月球是地球的天然卫星，早在1940年就有工程师提出了利用月面反射无线电信号进行远距离通信的设想，但由于月面反射通信（EME）极高的路径损耗和更有效的卫星通信技术的出现，EME一直没有得到实际运用。业余无线电爱好者继承了这一未竟的事业，1953年，美国的两位爱好者成功进行了业余无线电第一次EME通信实验。月面反射通信相较于卫星通信，需要电台和天线具有更高的灵敏度和增益，也要求爱好者拥有更高的技术，被视作为业余无线电超短波通信的巅峰。业余无线电爱好者也利用极光以及流星的电离尾迹反射无线电信号进行通联。
1983年11月28日，呼号为W5LFL的宇航员欧文·加里欧特在STS-9任务中使用手持式业余电台与地面成功通联，成为了在太空中操作业余电台的第一人，他的这一行动成功向NASA展示了业余无线电对于科普的积极作用，由此开启了航天飞机业余电台实验计划（英語：Shuttle Amateur Radio Experiment）。随后，这一计划被国际空间站业余无线电计划（英語：Amateur Radio on the International Space Station）继承。国际空间站上的许多宇航员同时也是拥有执照的业余无线电操作员，他们不时与地面的业余电台通联。学校可以向ARISS申请约定时间与空间站通联，为学生提供与宇航员直接通话的机会。

### 应急通信
业余无线电是应急通信的重要手段。相较于商业无线电系统，业余无线电在抗毁性方面具有明显的优势。业余无线电是分散于民间的通信资源，以具备一定无线电技术的业余爱好者和业余电台作为独立的运作单元，经过适当训练的爱好者可以自行完成架设天线、设置电台和排除故障的任务，在灾害发生后可以以最小的需求迅速开通联络。此外，全球的业余电台共用频率资源，每一时刻都有一定数目的电台在频率上守听，许多爱好者也对微弱信号有良好的分辨能力，这使得灾区发出的求救信号更容易获得回应。

### 竞赛
为了挑战自我、检验技术，许多业余无线电操作员参与业余无线电竞赛，在竞赛中，个人或团队通常需要在特定时间内在尽量多的波段上寻找尽可能多的电台并于他们通联。国际上有许多此类“空中”的竞赛。

### 奖状
全世界有关业余电台的奖状有数百种，这些旨在鼓励和表彰在远距离通信和各种通信试验中取得成绩的爱好者的证书,都是由各国或国际的业余无线电组织颁发的。当一个业余电台按照相关奖项的规则要求联络到足够数量的电台，并有对方寄来的QSL卡片或符合要求的网上确认通联凭证（如LOTW、EQSL等）时,就可以向颁发该奖状的协会提出申请。

### 新手
许多人从寻找当地的俱乐部开始业余无线电生涯，俱乐部通常能提供有关执照的信息、当地的操作习惯以及技术指导。新手也常买书或利用其他资料自学，有时借助老手的帮助，帮助新手入门的老操作员在英语国家的操作员中通常被称作“Elmer”。在本地俱乐部的基础上，许多国家也建立了全国性的业余无线电协会，协会鼓励新手参加业余无线电活动，与政府通信管理部门合作促进业余无线电的发展。

## 许可

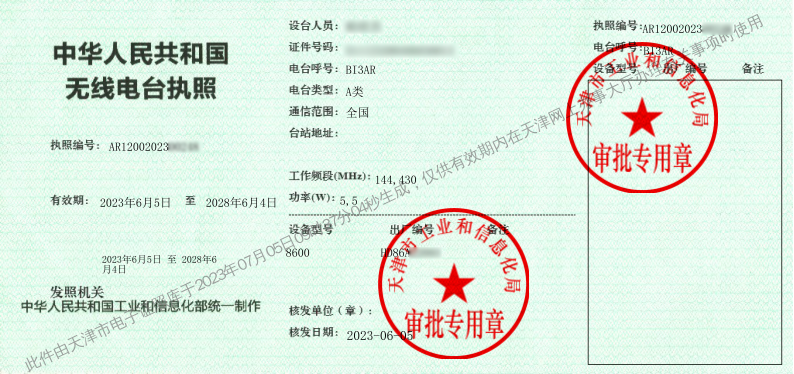
中国大陆的业余无线电执照

中国大陆的业余无线电执照（固定台）

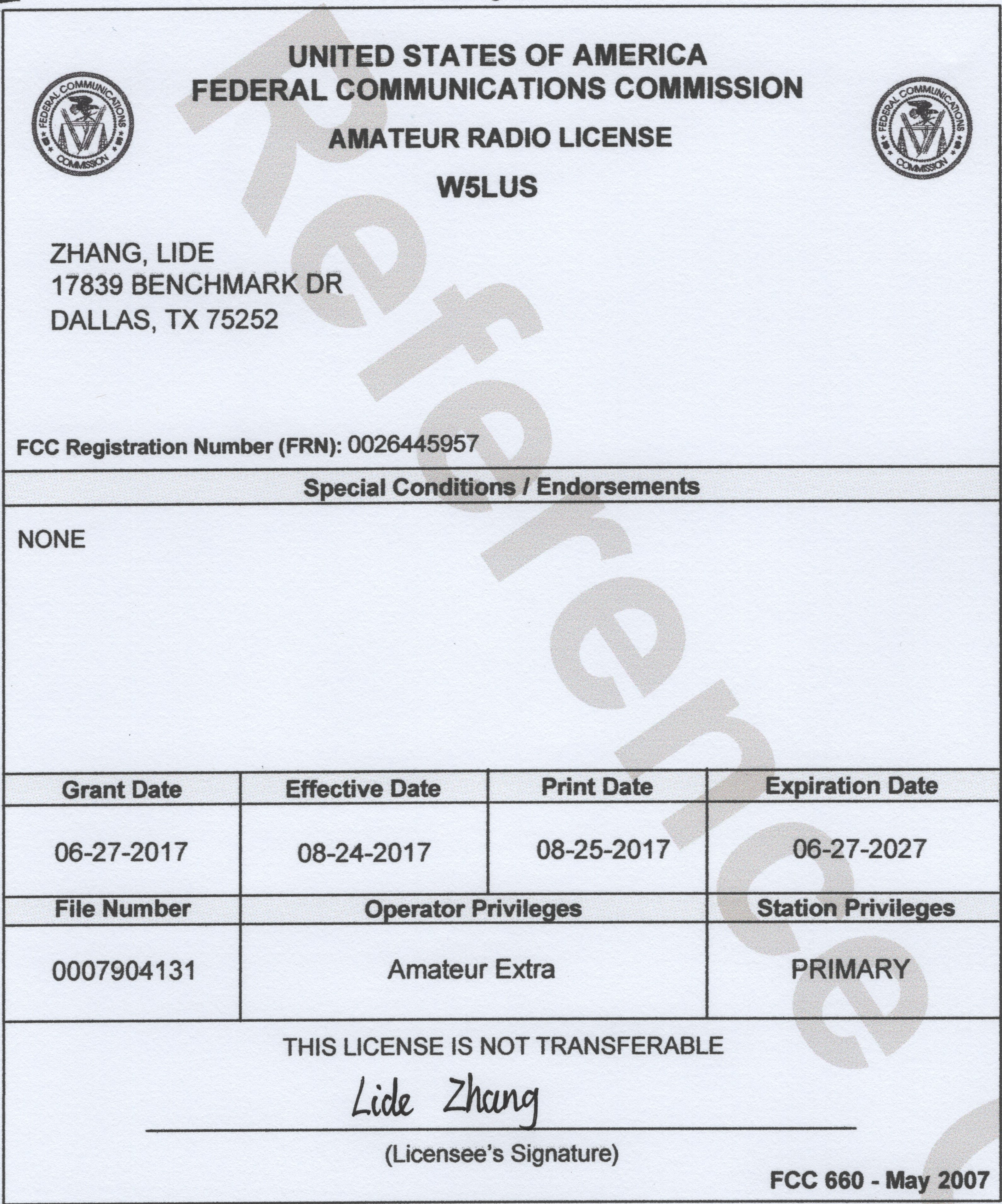
美国的业余无线电执照

无线电波的传播不因国界而停止，属于国际事务，并且存在潜在的地下非法使用，因此无线电业务在各国都被政府严格管控。这一情况也适用于业余无线电，因此，业余无线电爱好者必须申请许可和执照才能合法开展业余无线电活动。业余无线电执照及操作权利的管理法规因国家而异，但总体来说遵循国际电信联盟和世界无线电行政会议（WARC）确立的国际条例和标准。
所有允许国民申请业余无线电执照的国家都要求操作员对基本知识和要点有足够的了解，以通过考试作为判断标准。业余无线电执照赋予了操作员们在相对较广的业余无线电频率上操作，广泛使用各式无线电技术，以及使用相对于免执照公众业务更高的发射功率的权力，但通常也要求仅使用经过核准的模式、工作频率且功率合规的设备。
业余无线电爱好者必须通过考试以取得业余无线电执照。执照考试又通常分为多级，更高级的考试通常更具挑战性，通过更高级的考试后爱好者可以获得更多的操作权限：更多频段、更高发射功率、允许进行通信实验，以及在一些国家可获得能体现等级的高级呼号。在一些国家，爱好者在通过笔试的基础上还要通过实际操作考试，才能取得执照。
在大多数国家，在给爱好者颁发执照的同时，管理机构还会给业余无线电操作员指配一个呼号。在一些国家，不光是爱好者本人，爱好者操作的业余业务电台也需要获颁台站执照（英語：station license）。组织和俱乐部也可以获颁业余无线电执照。在一些国家、一些条件下，某些操作员只被允许操作集体电台。
业余无线电执照只在颁发国和与颁发国签订了双边条约的国家中有效。在一些国家，如叙利亚和古巴，外国人只被允许操作集体电台 。
在一些国家，爱好者必须持有业余无线电执照才可以购买或拥有业余无线电设备。

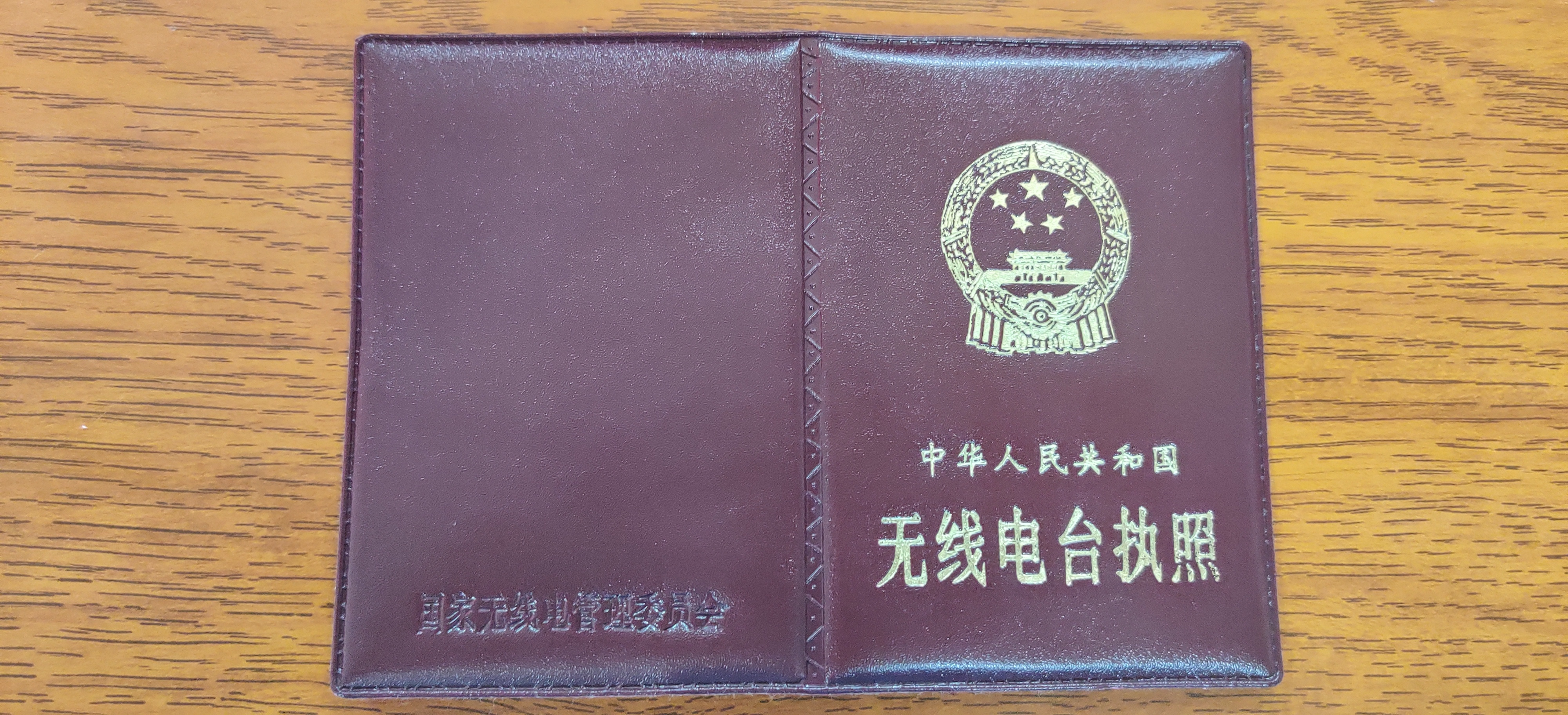
老式中华人民共和国无线电台执照壳

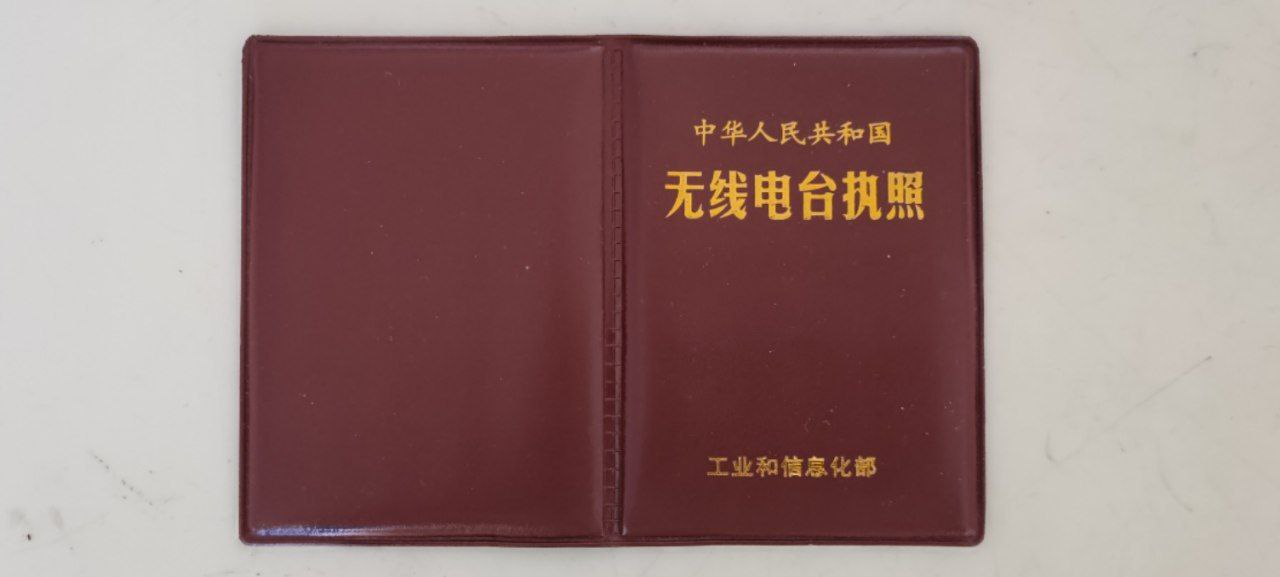
新式中华人民共和国无线电台执照壳

### 获得执照
对个人来说，“准”业余无线电操作员需要参加考试，以评估他们对于电子学的技术要点、无线电设备、天线、无线电传播、射频安全以及所在国业余无线电法规等知识的了解程度。考试通常是以选择题的形式呈现。考试一般由政府官员、获准的义务考官或者已经获颁执照的操作员主办。个人获得业余无线电执照的难易程度因国家而异。在一些国家，执照考试每年只在国家首都举办一到两次，并且办理执照的流程有着许多繁文缛节，爱好者可能还需要通过非常复杂的安全审查。目前，仅有也门和朝鲜不向公民颁发业余无线电执照，但是这两个国家在前十年间都有允许外国游客操作业余无线电的前例。在一些有着大量业余无线电操作员的国家，例如美国和加拿大，爱好者可以很方便地参加执照考试。
向俱乐部或者组织颁发集体业余无线电执照，通常要求一位当前执照有效、在电信管理机构拥有良好信誉的业余无线电操作员对使用集体电台或呼号进行的任何操作承担责任。
美国业余无线电执照制度在根据技能水平分等级颁发业余无线电执照的各国中较具代表性。美国目前颁发的执照共有三个等级，从低到高分别是技术员级、普通级和业余特级（英語：Technician Class, General Class, and Amateur Extra Class），更高的等级开放了更多的操作频率和更高级或更短的呼号。所有等级都需要通过由联邦通信委员会（FCC）核准的考试。考试由志愿考官（英語：Volunteer Examiner, VE）主办，志愿考官由志愿考官协调委员会（英語：Volunteer Examiner Coordinator, VEC）任命，而协调委员会需要FCC的批准。技术员级和普通级考试共需回答35道从至少350题的题库中随机抽取的选择题，并且需要至少答对26道。业余特级考试包含50道选择题（从至少500道题的题库中随机抽取），考生需要至少答对37道题以通过考试。考试范围覆盖了法规、操作习惯以及技术知识，例如法规、操作程序、电子学知识、电台设计以及安全知识。摩尔斯电码报务技术在美国已经不再需要考核。一旦通过考试，FCC将会给考生颁发十年有效期的业余无线电执照。题库每四年由全国志愿考官协调委员会（英語：National Conference of VECs）更新一次。
在中国大陆，业余无线电爱好者必须首先考取操作证书（共分A类、B类、C类。C类证书级别最高），然后申领执照，若设备没有核准代码，需要再由地方无线电管理机构验机。爱好者获颁执照后方能发射。中华人民共和国《业余无线电台管理办法》已经明确不用再加入任何协会就可以考取业余无线电操作证书，取得证书后便可以申请业余无线电执照。
在臺灣，依據中華民國《業餘無線電管理辦法》: “第二十八條，業餘電台應經申請取得電台執照後始得使用。第三十條，業餘電台之呼號，除臨時電台由交通部直接指配外，其他電台之呼號於申設業餘電台時，由電信監理資訊系統自動產生，任何人員皆不得要求指配特定呼號。業餘無線電人員取得較高等級之資格後，原設置之業餘電台得申請改配呼號。”

### 跨国操作

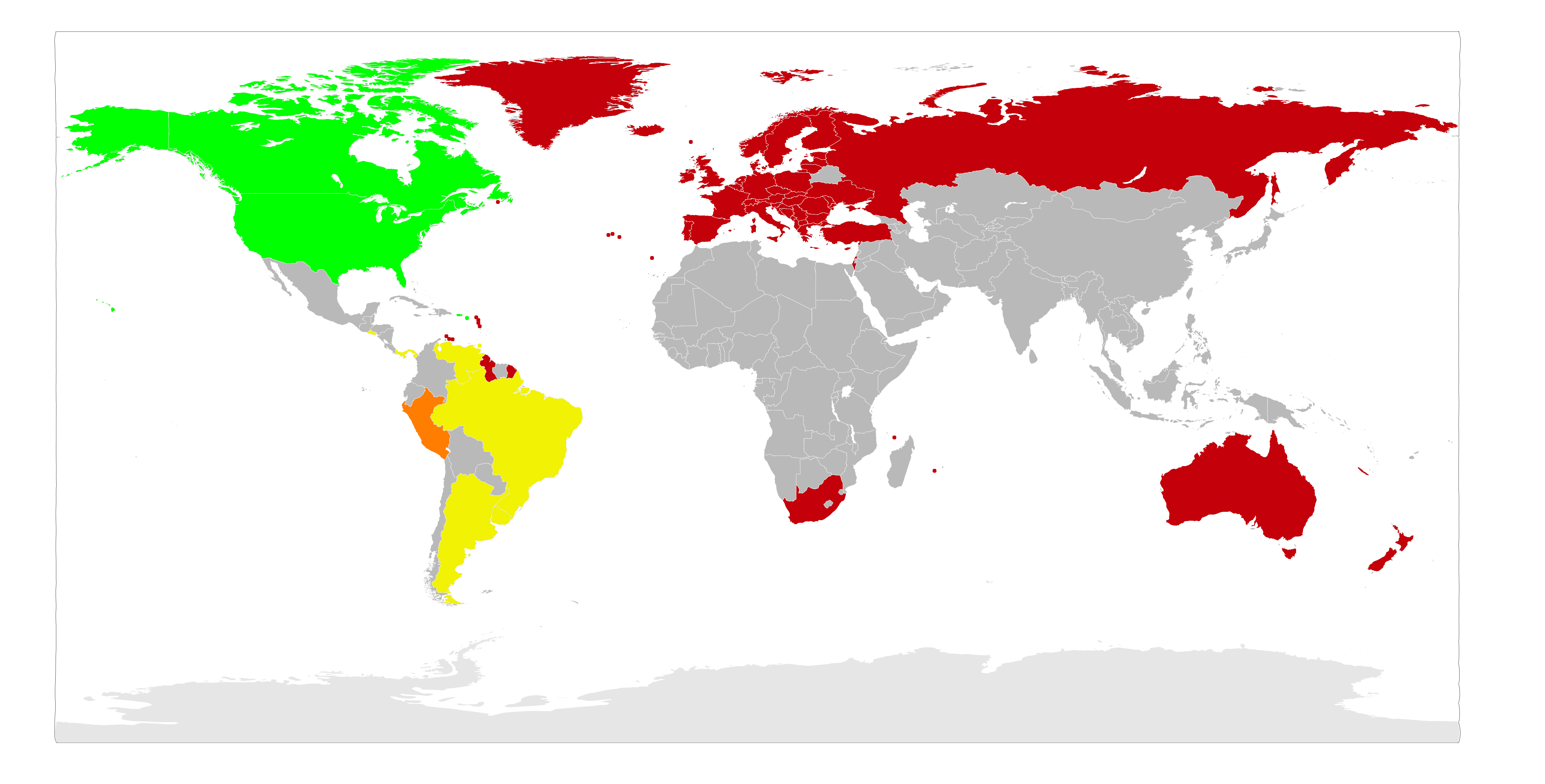
各国参与业余无线电双边协议情况
CEPT成员国
IARP成员国
CEPT与IARP成员国
美加协议、CEPT与IARP成员国

一般来说，一国颁发的业余无线电执照只在本国管辖范围内有效，前往其他国家操作电台应当办理到访国的业余无线电执照。然而，许多国家签订了双边条约，使得有执照的业余无线电操作员无需考取、办理到访国的执照，或者直接换发执照便可以在该国境内合法地操作业余电台。双边执照认可的要求因国家而异。一些国家加入了多边条约，因此执照在各缔约国内都有效。
跨国操作时，来访操作员必须遵守所在国的法规。一些国家允许来访的操作员仅持有母国的执照便可以进行操作。另一些国家要求来访的操作员提前申请操作许可或换发本国执照。
执照的双边承认不仅取决于发照的国家，还可能取决于持照人的国籍。举例来说，在美国，只有当操作员的国籍非美国，且并不持有美国执照时，他的外国执照才被认可。持有执照的美国公民可以直接按照双边协议在互惠条约的缔约国操作，但持有美国执照的外国公民并不能享受这一权利。

### 呼号
业余无线电操作员在无线电通信中以“呼号”唯一地表明自己或台站的身份。在一些国家，通联时只能使用指配给台站的呼号，而在其他国家，操作员和台站的呼号任选其一使用。在特定的地区，操作员可以自选呼号（英語：vanity callsign），但自选必须服从所在国的前缀、呼号指配的情况以及呼号等级的规定。一些地区要求缴纳一定费用以自选呼号，而在其他一些国家，例如英国，自选呼号无需额外费用，而且在申请执照时就可自选。美国联邦通信委员会在2015年9月取消了自选呼号的收费。
国际电信联盟规定的呼号结构由以下三个部分组成，以下以呼号ZS1NAT为例：
- ZS——前缀，表示呼号所属的国家。（这个呼号为南非呼号[103]）臨時跨國操作時，呼号前會增加所在地的前綴，比如在香港操作时，ZS1NAT的呼号应当变为VR2/ZS1NAT。
- 1——分区号，表示国家内部的分区。（这里的1表示西开普省[103]）
- NAT——后缀，用于区分不同的业余电台。

许多国家并不按照ITU常规使用呼号中的数字部分。英国不使用数字区分国家内部的分区，而是使用前缀“G”后的第二位字母；举例来说，G7OOE在苏格兰操作时呼号应当变为GM7OOE。前缀GM代表苏格兰，G或GE（“E”通常省略）代表英格兰，而GW代表威尔士。对于较小的政治实体，数字部分可能也是国家前缀的一部分。例如VP2代表英属西印度群岛，并且可以继续细分为VP2E（安圭拉）、VP2M（蒙特塞拉特）以及VP2V（英属维尔京群岛）。VP5代表特克斯和凯科斯群岛，VP6代表皮特凯恩群岛，VP8代表福克兰群岛，而VP9代表百慕大。
在线呼号手册可以协助查找特定呼号的持有者。举例来说，QRZ.COM就是一个著名的在线呼号手册。也有组织出版拥有呼号的著名人士名单。
一些地区，如美国，为持有执照的业余无线电操作员发放特殊的呼号车牌（英語：Amateur Radio License Plates），以增加他们在紧急情况下的机动能力。呼号车牌的申请和续期费用通常比自选牌照低，且不受限于普通车牌须车牌对应的规定，无线电操作员可在其名下所有车辆上使用呼号车牌。

### 操作权利

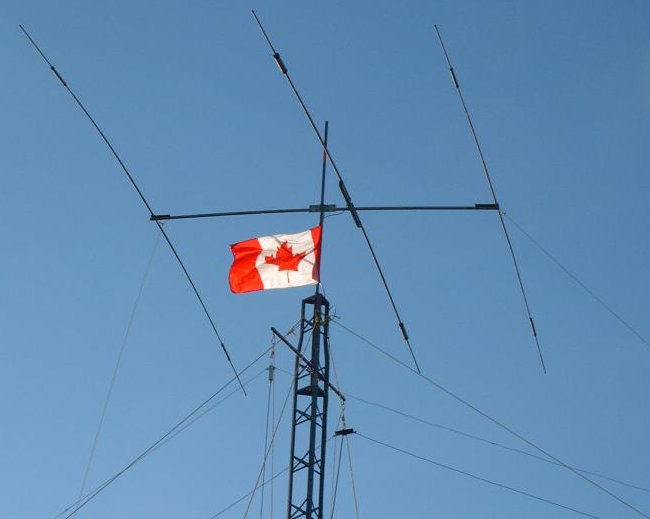
架设有一副短波八木天线和多副短波长线天线的塔顶

在大多数地区，有别于其他无线电使用者，业余无线电爱好者可以自制或改装他们的设备，以满足他们在业余频段上的操作需求，这通常无需政府核准。持有执照的爱好者还可以使用任意批准使用的业余频段（而非某个特定的频点），并且可以在较广的频率范围内使用较高功率的设备，只要其设备满足例如带宽、功率、杂散辐射等的技术参数要求。

#### 频段
业余无线电爱好者可以使用无线电频谱内所有分配的业余业务频段，通常频段选择由通联范围所决定。短波波段，或称作HF，适合全球范围的通联，而VHF和UHF适用于本地通联。微波波段由于其带宽的优势，通常用于业余无线电电视和高速计算机网络链路。

#### 设备
在大多数国家，持有业余无线电执照的爱好者可以持有、改装及操作未经管理部门核准的设备。这鼓励了业余无线电操作员试验自制或修改的设备。但这些设备也必须符合国际国内关于杂散辐射的标准和地點限制。

#### 功率
业余无线电爱好者可以合法使用的最高发射功率因国家而异。尽管功率相比商业业务较低，但也足以进行全球范围通联。 功率限制因国家和执照等级而异。举例来说，在加拿大，持有最高级执照的操作员可以使用高达2.25千瓦的包络峰值功率，在美国，业余无线电的功率上限为1.5千瓦。较低的执照等级通常有较低的最高功率，例如在中国，持有最高级执照的操作员可以使用最高 1 千瓦的功率，而持有最低级别执照的操作员仅可以使用25瓦的功率。按照规定和传统，为了防止干扰其他电台，业余无线电爱好者应当只使用能满足良好通联质量的最低功率。
发射功率的限制也取决于通联模式。例如在澳大利亚，SSB模式可以使用最高400瓦，但FM模式只能使用120瓦。
发射功率的测量方法也会影响实际可用的功率。例如英国规定发射功率在天线馈线接口处测量，因此发信设备可以发射超过400瓦的功率以克服馈线内的损耗。然而德国规定发射功率在发信设备的天线接口处测量，这导致了实际可用的功率因为馈线损耗而减小。
在某些波段（如2200m，600m和60m），《无线电规则》限制了发射信号的等效全向辐射功率（5.67A 5.80A 5.133B）。在这些波段实际能够使用的功率，由发信设备功率、馈线损耗和天线增益共同决定。
一些国家允许业余无线电操作员申请额外的临时许可，以满足特定通信的要求。

### 频率使用规范和频率划分
国际电信联盟（ITU）和各国政府通信部门共同管理全世界无线电频率的分配。在不对其他国家的无线电业务产生干扰的前提下，国家级通信管理部门可以在波段配置规划中设立限制或者划分额外的频率给特定的无线电业务。 在一些国家，特定类型的无线电发射在特定的频段上受到限制。在大多数国家，国际业余无线电联盟（IARU）的成员协会推广频率使用规范（英語：Band plan）以更好地利用无线电频谱。在少数情况下，国家通信管理机构可能允许业余无线电爱好者使用国际频率划分以外的频率。
依照国际电信联盟的规定，在常规通信手段不可用的情况下，如果生命和财产遭受直接的威胁，无线电用户可以使用任意频率求救（4.9）。在阿拉斯加，在灾害情况下，业余无线电爱好者可以以指定的发射类型使用阿拉斯加州紧急频率5167.5 kHz。
美国的业余无线电爱好者可以申请加入军队辅助无线电体系（MARS），一旦完成注册和训练，爱好者便可以在美军军用频率上为美军提供应急通信和军属口信传达服务。

## 通联模式

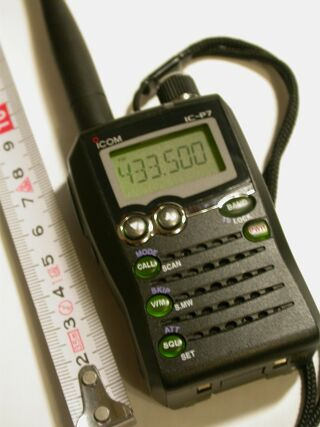
一台手持式VHF/UHF收发信机，爱好者一般在这个频段上使用FM制式

业余无线电爱好者使用多种模式进行通联。
业余无线电爱好者可以在业余波段内试验新的通联模式，但国家监管部门会要求爱好者提前公开技术细节以保证当局也能监督试验的进行。业余无线电爱好者一般来说禁止进行加密通信，除非加密通信是用于卫星或其他设备的上行控制链路。

### 语音模式
在业余无线电爱好者中最流行的两种模拟语音模式为频率调制（FM）和单边带调制（SSB）。FM可以提供高音质的音频信号，而SSB适用于带宽受限的远距离通信。
随着技术的进步，业余无线电爱好者和厂商也开发出了数字语音模式。数字语音模式可以提供远高于模拟模式的音质，在超短波通信中，数字语音模式大有取代FM之势，目前较为流行的有D-STAR，C4FM和DMR。

### 图像模式
慢扫描电视（SSTV）是业余无线电爱好者的一种主要图片传输方法，慢扫描电视通过无线电传输和接收单色或彩色静态图片。慢扫描电视占用的带宽较小，因此是一种较缓慢的静态图像传输方法，通常发送一帧需要持续传输若干分钟。业余无线电操作员通常在短波和超短波波段上使用慢扫描电视。
随着摄像头等消费级的电子产品的普及，快扫描电视（ATV）的普及度与日俱增，快扫描电视可以传输实时的视频画面，使得业余无线电爱好者们在通联中终于也可以告别“只闻其声，不见其人”的情况了。但因为较大的带宽占用和较高信号稳定的要求，快扫描电视通常只在70厘米波段（420–450 MHz）上使用，爱好者有时也在33厘米波段（902–928 MHz）、23厘米波段（1240–1300 MHz）和更高的波段上使用，这些波段视距传播的特性将通联范围限制在30至100千米之间。

### 无线电报
无线电报是传统的业余无线电通信模式。无线电报，也称作“CW”（等幅电报），是萨缪尔·摩尔斯发明的有线电报技术的无线拓展，能够追溯到无线电最初的时期。尽管无线电报已被普遍认为过时，但因为CW模式相较于SSB和FM的固有的抗干扰优势，许多业余无线电爱好者们仍热衷于CW模式——特别是在底噪较大的短波波段上。此外，音调更为简单的CW信号在话音无法辨认的情况下，依然能被人耳分辨出来，因此在“QRP”或低功率通信爱好者中广受青睐。纯CW发信机结构较为简单，易于制作，使得CW模式也在电子制作爱好者中也占有一席之地。CW通联中，爱好者们常常使用Q简语和其他通信简略语，这使得CW成为了跨越语言和口音鸿沟的交流桥梁。专业的报务技术和能力许多年来一直是取得使用30 MHz以下频率的业余无线电执照的条件，但随着2003年国际条例的修改，许多国家不再要求爱好者掌握报务技术。在美国，联邦通信委员会于2003年2月23日取消了所有执照等级的报务技术要求。

### 数字模式

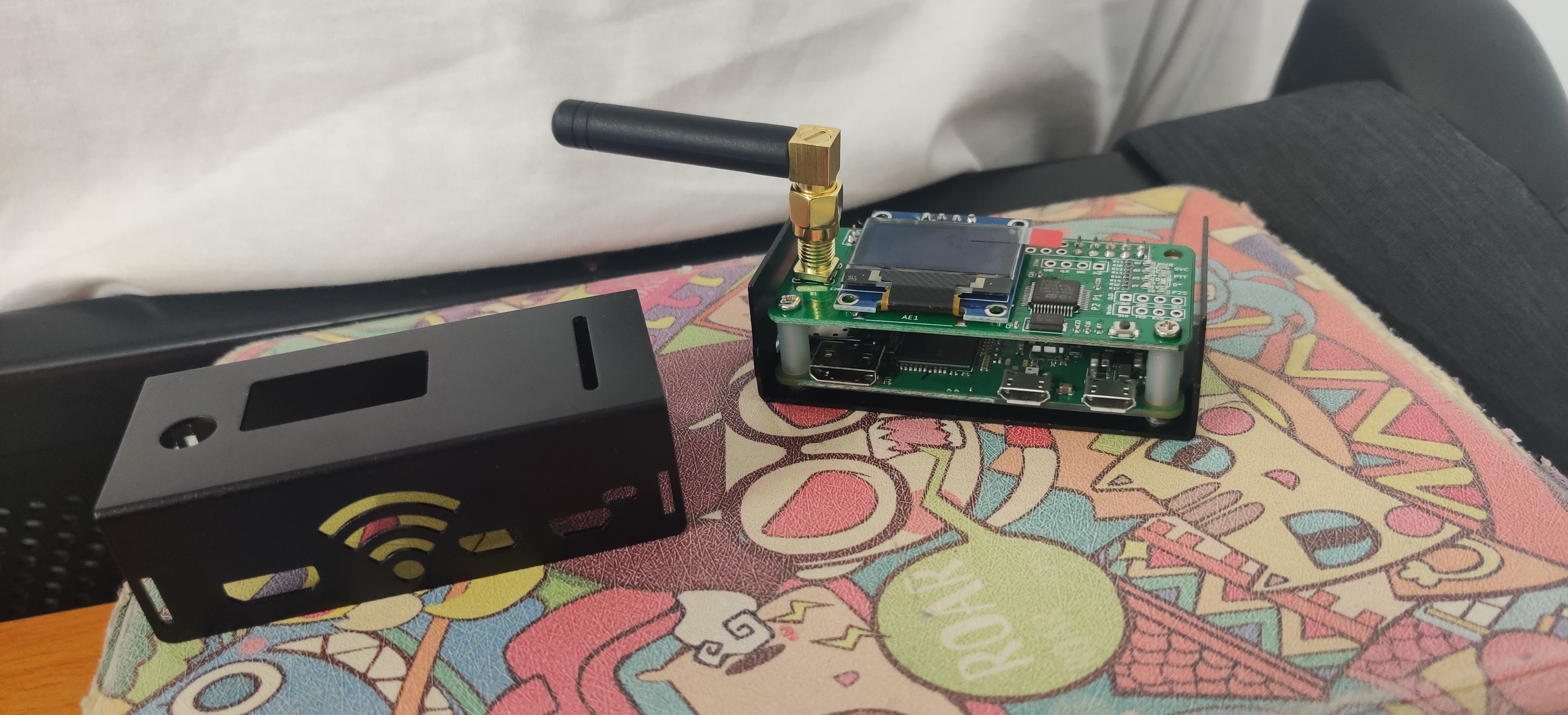
一种单工MMDVM盒子的内部结构

数字模式利用编码和信号处理技术，将语音、文字、图像和数据等信息编码成数字信号后发送，拥有相较于模拟制式更强的抗干扰能力。大多数业余无线电数据模式使用频移键控（FSK）、相移键控（PSK）和幅移键控（ASK）技术，将编码后的数字信号转换为模拟语音信号后再由电台发送，使用单边带调制（SSB）的调制模式。
个人计算机的普及促进了各种数字模式的使用，许多数字模式曾经需要调制解调器和笨重的设备，但现在可以利用个人计算机和软件编解码。例如无线电传（RTTY），之前需要笨重的电传打字机，而现在利用一台电脑就可以实现通联了。
业余无线电爱好者为不同用途开发了不同的数字模式。火腿族引领了1970年代封包无线电的开发，并吸收了许多其他协议的细节，例如AX.25和TCP/IP，实现了通过业余无线电发送数据包的功能。利用PSK31和Olivia MFSK等模式，爱好者们能够在强干扰的情况下进行实时的文字交流。自动链路建立（ALE）技术能够使业余无线电网络持续性地在具有全球覆盖的短波波段上运行。FT8和JT65等数字模式使用例如WSJT的专用软件进行编解码，这些模式具有极强的抗干扰和纠错能力，但只能交换必要的信息，无法用于聊天，通常只用于流星餘迹通信、月面反射通信和其他极端干扰环境下的通联。

## 延伸阅读
- Bergquist, Carl J.  2nd. Indianapolis: Prompt Publications. May 2001. ISBN 0-7906-1238-0.
- Dennison, Mike; Fielding, John (编).  10th. Bedford, England: Radio Society of Great Britain. 2009. ISBN 978-1-905086-54-2.
- Haring, Kristen. . Cambridge, MA: MIT Press. 2007. ISBN 0-262-08355-8.
- Poole, Ian D. . Potters Bar, Hertfordshire, England: Radio Society of Great Britain. October 2001. ISBN 1-872309-75-5.
- Rohde, Ulrich L.; Whitaker, Jerry C.  3rd. New York City: McGraw-Hill. 2001. ISBN 0-07-136121-9.
- 87th. Newington, CT: American Radio Relay League. November 2009. ISBN 0-87259-144-1.